# Jeanette Zanier
Jeanette Zanier (20 febbraio 1956) è un'ex sciatrice alpina canadese indicata anche con il cognome del coniuge (Jeanette Zanier-Saylor o Jeanette Saylor).

## Biografia
Specialista della discesa libera originaria di Trail ma cresciuta ad Aspen, la Zanier fece parte della nazionale canadese; in Can-Am Cup nella stagione 1975-1976 vinse la classifica di specialità e si ritirò nel 1977. Non prese parte a rassegne olimpiche e non ottenne piazzamenti in Coppa del Mondo o ai Campionati mondiali; dopo il ritiro partecipò al circuito masters con i colori degli Stati Uniti.

## Palmarès

### Can-Am Cup
- Vincitrice della classifica di discesa libera nel 1976[senza fonte]